# الزراعة في عصر محمد علي
الزراعة في عصر محمد علي باشا (1805–1848) شهدت تحوّلًا جذريًا، وكانت جزءًا من مشروعه الواسع لتحديث المملكة المصرية وتحويلها إلى قوة اقتصادية وعسكرية مستقلة عن النفوذ العثماني والغربي.

## ملامح الزراعة في عهد محمد علي

### نظام الاحتكار الزراعي
محمد علي فرض نظام الاحتكار على الزراعة، حيث أصبحت الدولة هي المالك الحقيقي للأرض الزراعية. كان الفلاحون يعملون كـ"منتجين" للدولة، ويُطلب منهم تسليم المحاصيل للدولة بسعر محدد، والتي تقوم بدورها ببيعها داخليًا وخارجيًا.

### إعادة توزيع الأراضي
- صادر محمد علي معظم أراضي الأوقاف وأراضي المماليك والنبلاء.
- أعاد توزيع الأراضي الزراعية بما يضمن سيطرة الدولة عليها.
- لاحقًا، بدأ بمنح بعض كبار الموظفين وأفراد أسرته أراضي شاسعة، مما مهّد لنشوء طبقة من كبار المُلاّك.[4]

### مشاريع الري الكبرى
- أنشأ قناطر وخزانات لتحسين نظم الري.
- قام بتوسيع شبكة الترع (مثل ترعة المحمودية التي تربط النيل بالإسكندرية) لتوصيل المياه لمناطق جديدة.
- أدخل نظام الري الدائم بدلًا من الاعتماد على فيضان النيل فقط.[5]

### توسيع المساحات المزروعة
- شجّع على زراعة أراضٍ جديدة، خاصة في الدلتا والصعيد.
- تم استصلاح أراضٍ واسعة كانت غير مزروعة.[6]

### زراعة المحاصيل النقدية (التجارية)
- ركّز على زراعة القطن طويل التيلة (قطن مصري)، الذي أصبح محصولًا استراتيجيًا ومصدّرًا مهمًا.
- شجّع أيضًا زراعة قصب السكر، التوت (لتربية ديدان القز وإنتاج الحرير)، والحنطة (القمح).[7]

### الإنتاج الصناعي الزراعي
أنشأ محمد علي مصانع تعتمد على المنتجات الزراعية مثل:
- محالج القطن
- مصانع السكر
- مصانع الحرير[8]

### إدخال التكنولوجيا والطرق الحديثة
- استخدم أساليب زراعية متطورة نسبيًا.
- استعان بخبراء أجانب لتطوير الري والأسمدة وزيادة الإنتاجية.[9]

## النتائج والتأثيرات

### الإيجابيات
- تحديث الزراعة وزيادة الإنتاج.
- إدخال محاصيل نقدية جديدة جعلت من مصر قوة زراعية تصديرية.
- تحسين نظم الري واستصلاح أراضٍ جديدة.[10]

### السلبيات
- اعتماد مفرط على محصول واحد (القطن) جعل الاقتصاد هشًّا أمام تقلبات السوق.
- الفلاحون تعرضوا للاستغلال، حيث فُرض عليهم العمل ضمن نظام احتكاري قاسٍ.
- نشوء طبقة كبار ملاك الأرض على حساب صغار الفلاحين.